# 咸寧 (後涼)
咸寧（かんねい）は、後涼の霊帝呂纂の治世に使われた元号。399年 - 401年。咸寧3年2月に神鼎元年に改元された。

## 西暦・干支との対照表
| 咸寧 | 元年  | 2年   | 3年   |
| 西暦 | 399年 | 400年 | 401年 |
| 干支 | 己亥  | 庚子  | 辛丑  |